# Furna do Outeiro
A Furna do Outeiro é uma gruta portuguesa localizada na freguesia de São Mateus, concelho da Madalena do Pico, ilha do Pico, arquipélago dos Açores.
Esta cavidade apresenta uma geomorfologia de origem vulcânica em forma de tubo de lava localizado em encosta. Apresenta um comprimento de 46 m. Esta formação geológica encontra-se dentro do espaço da Paisagem Protegida de Interesse Regional da Cultura da Vinha da Ilha do Pico.